# Malacoctenus gilli
Malacoctenus gilli är en fiskart som först beskrevs av Steindachner, 1867.  Malacoctenus gilli ingår i släktet Malacoctenus och familjen Labrisomidae. Inga underarter finns listade i Catalogue of Life.